# Vepr-12
A Vepr-12 é uma escopeta semiautomática alimentada por carregador destacável, produzida pela Molot-Oruzhie Ltd. É modelada com base no fuzil Kalashnikov original e construído com base no receptor mais pesado da metralhadora leve RPK.

## História
As primeiras versões da Vepr-12 foram produzidas pela Izhmash, com a produção sendo transferida para a fábrica Molot, onde a escopeta foi redesenhada e produzida em massa. O Vepr-12 pretende ser um concorrente direto da popular escopeta Saiga-12 já produzida pela Izhmash. Como a Saiga, a Vepr-12 foi projetada para ser uma plataforma de armas versátil, capaz de ser usada por caçadores e atiradores profissionais. Com essas considerações em mente, a Molot introduziu recursos exclusivos, como o seletor de segurança ambidestro, o mecanismo de abertura do ferrolho e um mecanismo simplificado de alimentação do carregador. Veja § Características.

## Características
Devido à grande diferença de tamanho entre o cartucho de 7,62×39mm e os cartuchos de calibre 12, a janela do extrator foi alongada, permitindo que a escopeta ejetasse os estojos gastos sem risco de causar uma engripagem na extração. Como todas as armas de fogo com a designação Vepr, o receptor da Vepr-12 é padronizado seguindo aquele da metralhadora leve RPK. O receptor de aço estampado é reforçado, mais grosso (1,5mm em vez de 1mm), e mais fortemente construído do que num fuzil padrão Kalashnikov. A Vepr-12 também incorpora um mecanismo exclusivo de trava de segurança e liberação do ferrolho. Uma coronha dobrável lateral está presente na maioria dos modelos; no entanto, as escopetas Vepr-12 também são oferecidas com a coronha fixa.
Em vez do seletor de segurança AK padrão, algumas escopetas Vepr-12 têm um registro de segurança ambidestro que pode ser manipulado de qualquer lado do receptor. Uma característica incomum entre as armas de fogo da família Kalashnikov, a Vepr-12 possui um mecanismo de abertura de última munição. Ou seja, o ferrolho trava na parte traseira do receptor após a última munição ter sido ejetada. Para facilitar o recarregamento rápido da escopeta, uma alavanca de liberação do ferrolho está localizada dentro do guarda-mato, permitindo que o usuário solte o ferrolho sem desfazer a empunhadura.
A adição de um compartimento do carregador, outra característica incomum para uma arma de fogo padrão Kalashnikov, permite a inserção "direta" do carregador, em oposição ao procedimento "rock and lock" exigido em fuzis AK padrão e na escopeta Saiga-12.
A Vepr-12 também é revestida de cromo por toda parte, incluindo o bloco de gás, o cano e a câmara, proporcionando à escopeta excelente resistência à corrosão.
Ao contrário do sistema regulador de gás ajustável manualmente IZ-109, usado na Saiga-12, o sistema de gás na Vepr-12 é um clone do sistema de tucho de janela aberta fixa não-regulado IZ-433, permitindo que a Vepr-12 faça a ciclagem mais comercialmente disponível de cargas de calibre 12, a partir de 3,25dram equivalentes e acima, sem risco de danos à escopeta e sem necessidade de qualquer ajuste manual por parte do usuário. Este sistema versátil é muitas vezes erroneamente caracterizado como um sistema de gás "auto-regulado". No entanto, nenhum mecanismo de regulação variável está presente. Além disso, como o IZ-433, o bloco de gás não possui um parafuso no ajustador de gás. Em vez disso, o pistão é acessado de maneira familiar aos usuários de fuzis Kalashnikov tradicionais, removendo o tubo de gás. Um entalhe na haste de operação permite ao usuário enganchar o pistão e puxá-lo para trás para limpeza.
A Vepr-12 não possui o trilho de montagem lateral AK padrão, em vez disso, usa um trilho Picatinny incorporado na tampa da culatra para montagem óptica. A tampa é articulada à escopeta, permitindo ao usuário abrir e fechar a tampa sem perder o zeramento de uma ótica montada.

## Propósito
A Vepr-12 foi concebida para o mercado militar e policial russo, com aplicações civis que vão desde a caça até a autodefesa e o uso em competição. Em particular, a escopeta conquistou um nicho entre os atiradores de competição da IPSC, um dos públicos-alvo da Vepr-12. Com seu sistema de gás de janela aberta fixa, a Vepr-12 pode efetivamente ciclar uma infinidade de cargas de calibre 12, tornando-o uma espingarda semiautomática altamente versátil. Assim como sua prima Saiga-12, a Vepr-12 é ideal para tiro em vôo, com ótica apropriada.

## Variantes
A Vepr-12 é fabricada em inúmeras variações, cada uma com uma designação única.
A Vepr-12 pode usar os mesmos carregadores que a Saiga-12 com modificações, mas a Saiga-12 não pode usar carregadores e tambores Vepr-12.

### ВПО-205 (VPO-205)
A série VPO-205 é calibrada para cartuchos de calibre 12 [18,5x70mmR] e calibre 12 Magnum [18,5x76mmR]. Possui uma coronha dobrável de dois suportes dobrável lateralmente com uma soleira e um apoio de bochecha reversível.
- ВПО-205-00 - Modelo de coronha com cano de 430mm com freio de boca removível. Pesa 3,9kg.
- ВПО-205-01 - Modelo esportivo com cano de 520mm. Inclui um freio de boca permanentemente fixo e pode ser disparado com a coronha dobrada. Pesa 4kg.
- ВПО-205-02 - Modelo de competição, inclui um cano de 680mm com bobinas intercambiáveis. Pesa 4,2kg].
- ВПО-205-03 - Modelo compacto, inclui um cano de 305mm com freio de boca removível. Tem 867mm de comprimento total com a coronha fixa e 601mm de comprimento com a coronha dobrada. Possui trilhos Picatinny curtos nas laterais do guarda-mão e sob o final do cano e trilhos Picatinny longos na parte superior do receptor e na parte inferior do guarda-mão. Pesa 4,2kg.
- ВПО-205-00-СП - Modelo desportivo para IPSC.

### ВПО-206 (VPO-206)
A série VPO-206 é calibrada para projéteis de calibre 12 [18,5x70mmR]. Possui uma coronha deslizante Magpul estilo Colt M4 dobrável.
- ВПО-206-00 - Modelo de coronha com cano de 430mm com freio de boca removível. Pesa 4,3kg.
- ВПО-206-01 - Modelo esportivo com cano de 520mm com freio de boca fixo. Pesa 4,4kg.
- ВПО-206-02 - Modelo de competição com cano de 680mm com bobinas intercambiáveis. Pesa 4,55kg.

## Exportação e status legal
A Vepr-12 é exportada para todo o mundo. A propriedade na Rússia requer apenas uma licença de arma de cano de alma lisa. Devido à lei russa, as versões domésticas e de exportação da escopeta são equipadas com um seccionador que tornará a arma incapaz de disparar enquanto a coronha estiver dobrada (somente se o comprimento da arma for inferior a 800mm).
A escopeta também é importada para os Estados Unidos. Os primeiros modelos de exportação americanos não têm freio de boca e têm uma coronha fixa em vez de dobrável. Modelos posteriores incluíam uma coronha dobrável totalmente funcional.